# Axel Pedersen Thott
Axel Pedersen Thott (død omkring 1446) var en dansk rigsråd.
Han var søn af væbneren Peder Axelsen af Herlev i Gers Herred og Juliane Pedersdatter Grubbe og forekommer som væbner måske 1390, men i alt fald 1394. Axel Pedersen er med blandt de mange underskrivere af Lindholm freden i 1395. Her underskriver han sig stadigvæk som væbner.
Han blev sandsynligvis ridder ved Erik af Pommerns kroning 1397 hvor han optræder som underskriver på kroningsdokumentet som ridder. Allerede under dronning Margrete 1. nævnes han flere gange i offentlige anliggender og har vistnok alt da været medlem af rigsrådet. En mere fremtrædende rolle spiller han dog under Erik af Pommerns eneregering. Således var han i 1417 blandt dem, der skulle dømme mellem kongen og Roskilde Bispestol om retten til København, og var 1423 hos kong Sigismund i anledning af en strid om Slesvig og året efter i Flensborg som en af kong Eriks befuldmægtigede i den samme sag. I 1428 nævnes han som flådeanfører under en krig med hansestæderne, og han deltog i den følgende tid gentagne gange i forligsforhandlinger så vel med disse sidste som med svenskerne efter Engelbrechts oprør, der i øvrigt også havde berørt ham på anden måde.
Han havde senest 1410 fået Lunde ærkestols slot Elleholm i pant, som først efter længere tids forløb indløstes fra ham. Af kronlen havde han i 1414 Helsingborg, i 1415 Varberg Len og i 1419 foruden det sidste slot tillige Falkenberg, Skanør og Falsterbo. Tilsyneladende havde han haft Skanør og Falsterbo allerede i 1416; men især er det Varberg, hvortil hans navn er knyttet, idet han beholdt dette len lige til sin død. I 1434 faldt dog Engelbrekt Engelbrektsen ind i Halland, og Nørrehallands almue hjalp ham, så at Axel Thott måtte slutte forlig med ham, således at Engelbrekt skulle styre lenet og opkræve skatterne, men betale halvdelen af dem til Thott. Senere straffede Thott Varbergs borgere hårdt, fordi de havde svigtet kongen, men måtte ved Engelbrekts andet oprør, i 1436, på ny se svenskerne i sit len.
Da de danske rigsråder i 1439 havde opsagt Erik af Pommern deres troskab, vedblev Thott endnu en tid at holde fast ved den afsatte konge, der på forskellig måde havde vist ham sin gunst, således ved at skænke ham en gård i Malmø; først i 1441 opsagde Thott kongen sin tjeneste, hvis han ikke inden Skt. Hans fik undsætning på Varberg. Allerede i oktober 1440 synes Thott dog at have stået på en ret venskabelig fod med den nye konge, der kalder ham sin råd; og han overholdt da heller ikke den frist, han selv havde fastsat over for kong Erik: I januar 1441 lod han sig af kong Christoffer forlene med Varberg samt med de to herreder, der havde ligget til Falkenberg, og Gers Herred og byen Væ. Noget større offer for den afsatte konges sag har han således ikke villet bringe, og han sad nu i de følgende år på Varberg som kong Christoffers mand, indtil han i tiden mellem 24. november 1446 og 25. januar 1447 afgik ved døden i en høj alder.
Fra sin far havde han arvet Herlev, i 1413 fik han i pant hovedgården Grubbe-Ordrup i Voldborg Herred og købte senere forskellige parter i den, men måtte føre langvarige stridigheder om den med andre, der havde krav på den. Også Vallø fik han panteret i. Thott blev i to ægteskaber far til de 9 "Axelssønner", af hvilke flere kom til at spille en betydelig rolle i Nordens historie. Med sin første hustru, en datter af Axel Kjeldsen Krognos og Catharina Eriksdatter Puke, havde han sønnerne Peder, Oluf, Åge og Kjeld. Med sin anden hustru, Ingeborg, som var datter af svenskeren Ivar Nilsson og Margrethe Thordsdatter Bonde, og med hvem han var gift i 1418, havde han sønnerne Erik, Iver, Anders, Philippus og Laurens. Hun døde imellem 1458 og 1466.